# Hock
Hock (biał. Гоцк; ros. Гоцк) – agromiasteczko na Białorusi, w obwodzie mińskim, w rejonie soligorskim, w sielsowiecie Hock.
W dwudziestoleciu międzywojennym leżał w Polsce, w województwie poleskim, w powiecie łuninieckim, w gminie Czuczewicze.
Według spisu z 2009 Hock zamieszkiwało 1649 osób w tym 1628 Białorusinów (98,73%), 9 Rosjan (0,55%), 6 Ukraińców (0,36%), 1 Polak, 1 Udmurt, 1 Karelczyk (po 0,06%) i 3 osoby, które nie podały swojej narodowości.